# 中華民國陸軍步兵第一〇九旅
陸軍步兵第一〇九旅，為中華民國國軍駐守於桃園市太平里營區的陸軍部隊，配屬陸軍第六軍團指揮部，承襲前身曾參與八二三砲戰獲頒榮譽虎旗的卓越戰績，取其「虎」為首字，定名為「虎躍部隊」。該旅平時負責國防部後備指揮部新兵及後備部隊訓練任務，戰時負有灘岸守備。

## 歷史

### 大陸時期
- 中國抗日戰爭時期建立青島保安總隊及青島保安旅。期間人數大約不超過1,800人。
- 1945年日本投降前後，接收日偽投降與其他游擊部隊，兵力迅速增長，全盛時期曾成立青島保安司令部（下轄2個師）。
- 1945年10月縮編為青島保安處，市長李先良兼任處長，下設一科：軍需、軍械、人事；二科：參謀、業務、反日室、軍法、秘書、醫務室。轄青島市保安總隊，總隊長高芳先。翌年3月3日併入青島警備司令部。
- 1948年，青島警備司令部擴編為第十一綏靖區。11月15日，綏靖區撥出一個團補入青島保安總隊，和萊陽團管區武裝為基礎擴編組成青島保安旅，旅長高芳先。轄第一、二、三團及招募團共3,500餘人。
- 1949年4月28日青即戰役爆發，青島保安總隊編入國民革命軍第三十二軍，6月1日青島大撤退，隨同劉安祺的第二十一兵團乘美國的第七艦隊撤至台灣基隆。

### 台灣時期
- 1949年，改編為陸軍獨立步兵第1旅，同年11月擴編為陸軍第91師，隨後移防臺灣彰化。
- 1952年6月，改番號為陸軍第九師。
- 1956年8月，調戍金門
- 1957年10月，調戍烈嶼及大二膽等前線島嶼守備。
- 1958年4月，發生烈嶼女青年工作隊慘案，師長黃煜軒少將解職；8月7日，郝柏村少將接任[4][5][6]。同月23日，發生第二次臺海危機的八二三砲戰[7][8]。
- 1959年2月，調返臺灣。因八二三戰役期間作戰英勇，於7月14日榮獲總統蔣中正親頒陸榮字第一號榮譽虎旗，並授名「大膽部隊」。
- 1961年，因應中華民國國軍作戰需要，改編為輕裝師。
- 1964年1月，調駐臺中 后里。
- 1965年2月，移駐澎湖。
- 1969年7月，實施「嘉禾案」改編為「輕裝步兵師」，番號仍為「陸軍步兵第九師」。
- 1976年1月，改番號為陸軍第24師，同年8月改番號為陸軍步兵第109師。
- 1984年3月，實施「陸精四號案」，以步兵第109師、146師、戰車第702群等單位，編成陸軍機械化第109師[5]。
- 1999年10月，因應「陸勝案」改編為陸軍第19師指揮機構。
- 2006年12月31日，陸軍第19師指揮機構因「精進案」裁撤。
- 2021年1月，因應國防後備戰力提升，以陸軍北區專長訓練中心為母體，正式復編為陸軍步兵第一〇九旅。
- 2021年3月3日，陸軍步兵第一〇九旅舉編成典禮[9]。
- 2021年12月9日，陸軍步兵第一〇九旅舉成軍典禮。

## 編制

### 指揮管轄
- 旅長 一位（上校）
- 副旅長 一位（上校）
- 參謀主任 一位（上校）
- 政戰主任 一位（上校）
- 監察官 一位（少校）
- 保防官 一位（少校）
- 心輔官 一位（上尉）
- 士官督導長 一位（士官長）

#### 直屬單位
- 旅部連
- 通信連
- 工兵連

#### 下轄單位
- 步兵第一營（戰鬥支援連＋步兵連×3＋火力連）
- 步兵第二營（戰鬥支援連＋步兵連×3＋火力連）
- 步兵第三營（戰鬥支援連＋步兵連×3＋火力連）
- 步兵第四營（戰鬥支援連＋步兵連×3＋火力連）
- 步兵第五營（戰鬥支援連＋步兵連×3＋火力連）
- 砲兵營（營部連＋砲兵連×3）